# ブルズ (ラグビー)
ブルズ（英: Bulls）は、ユナイテッド・ラグビー・チャンピオンシップに参加する南アフリカ共和国のラグビーユニオンチーム。
本拠地はハウテン州プレトリアのロフタス・ヴァースフェルド。

## 概要
スーパーラグビーなどの国際大会に参加することを目的に創設された南アフリカの地域フランチャイズチーム。カリーカップのメンバーであるブルー・ブルズが母体。
スーパーラグビーのタイトルを3回（スーパーラグビー・アンロックトを含めると4回）獲得しており、スーパーラグビー優勝経験のある唯一の南アフリカのチームである。
チームカラーは青。

## 歴史
カリーカップに参加しているブルー・ブルズを母体として1997年に創設。
1996・1997シーズンにはノーザン・トランスヴァール（Northern Transvaal）のチーム名でスーパー12（後のスーパーラグビー）に参加。地域フランチャイズの導入に伴い1998シーズンからブルズとなる。
2007シーズンから2010シーズンにかけてスーパー14を3回制した。
2020シーズン、コロナ禍の影響でスーパーラグビーが中断され、南アフリカ国内で代替開催されたスーパーラグビー・アンロックトに参加し、これを制した。
2021-22シーズンからはユナイテッド・ラグビー・チャンピオンシップに参加。

## タイトル
- スーパーラグビー
  - 優勝 3回：2007, 2009, 2010
- スーパーラグビー・アンロックト
  - 優勝 1回：2020
- ユナイテッド・ラグビー・チャンピオンシップ
  - 準優勝 2回：2021-22, 2023-24

## 成績

### スーパーラグビー戦績
| シーズン | 試合数 | 勝 | 分 | 敗 | 順位 | プレーオフ |
| -------- | ------ | -- | -- | -- | ---- | ---------- |
| 1996     | 11     | 8  | 0  | 3  | 3位  | ベスト4    |
| 1997     | 11     | 3  | 3  | 5  | 8位  | ―          |
| 1998     | 11     | 3  | 0  | 8  | 11位 | ―          |
| 1999     | 11     | 1  | 0  | 10 | 12位 | ―          |
| 2000     | 11     | 1  | 2  | 8  | 11位 | ―          |
| 2001     | 11     | 2  | 0  | 9  | 12位 | ―          |
| 2002     | 11     | 0  | 0  | 11 | 12位 | ―          |
| 2003     | 11     | 6  | 0  | 5  | 6位  | ―          |
| 2004     | 11     | 5  | 1  | 5  | 6位  | ―          |
| 2005     | 11     | 7  | 0  | 4  | 3位  | ベスト4    |
| 2006     | 13     | 7  | 1  | 5  | 4位  | ベスト4    |
| 2007     | 13     | 9  | 0  | 4  | 2位  | 優勝       |
| 2008     | 13     | 6  | 0  | 7  | 10位 | ―          |
| 2009     | 13     | 10 | 0  | 3  | 1位  | 優勝       |
| 2010     | 13     | 10 | 0  | 3  | 1位  | 優勝       |
| 2011     | 16     | 10 | 0  | 6  | 7位  | ―          |
| 2012     | 16     | 10 | 0  | 6  | 5位  | ベスト6    |
| 2013     | 16     | 12 | 0  | 4  | 2位  | ベスト4    |
| 2014     | 16     | 7  | 1  | 8  | 9位  | ―          |
| 2015     | 16     | 7  | 0  | 9  | 9位  | ―          |
| 2016     | 15     | 9  | 1  | 5  | 9位  | ―          |
| 2017     | 15     | 4  | 0  | 11 | 15位 | ―          |
| 2018     | 16     | 6  | 0  | 10 | 12位 | ―          |
| 2019     | 16     | 8  | 2  | 6  | 5位  | ベスト8    |
| 2020     | 6      | 5  | 0  | 1  | 1位  | ―          |

- 1996-2005シーズン：スーパー12
- 2006-2010シーズン：スーパー14
- 2011-2019シーズン：スーパーラグビー
- 2020シーズン：スーパーラグビー・アンロックト

### ユナイテッド・ラグビー・チャンピオンシップ戦績
| シーズン | 試合数 | 勝 | 分 | 敗 | 順位 | プレーオフ |
| -------- | ------ | -- | -- | -- | ---- | ---------- |
| 2021     | 18     | 11 | 0  | 7  | 4位  | 準優勝     |
| 2022     | 18     | 10 | 0  | 8  | 6位  | ベスト8    |
| 2023     | 18     | 13 | 0  | 5  | 2位  | 準優勝     |
| 2024     | 18     | 14 | 0  | 4  | 2位  | 準優勝     |

## スコッド
2024-25シーズンのスコッド（2024年8月現在）
| フッカー - ヨハン・グロベラー - ティアーン・ランゲ(Tiaan Lange) - アッカー・ファン・ダ・メルヴェ - ジョー・ヴァン・ゼットワイエル - ジャン＝ヘンドリック・ベッセルス プロップ - フランソワ・クロッパー - セバスチャン・ロムバード - ウィルコ・ローウ - シンピウェ・マタンジマ - クフチャ・ムチュヌ - ティエールマン・ニエウウォウドツ(Tielman Nieuwoudt) - ディラン・スミス (ラグビー) - モルネー・スミス - ゲルハルト・スティンカンプ - アルルトゥー・ツシャクウェーニ - ジャックス・ヴァンローエン ロック - レインハードット・ルートヴィヒ - シントゥ・マンジェジィ - ルアーン・ノルキヤ - メルヴェ・オリバー - 'JF・ヴァンヘーデン - ルアン・フェルマーク - コーバス・ウィッセ | フランカー/No.8 - カイル・ブリンク - ニザッム・カー - ムピロ・グメデ - キャメロン・ハネコム - ジャネス・カースティン - エールリッヒ・ロウ - ミーハリ・モシ - ミューラー・ウィス - マルコ・ヴァンスタデン - ナマ・カバ スクラムハーフ - ザック・バーガー - ケーガン・ヨハネス - エムブローズ・パピアー - バーナード・ヴァン・デル・リンデ フライハーフ - ボータ・チェンバレン - ヨハン・ゴーセン - ジュアン・モスタート - ヤコ・ファンデルヴァルト | センター - セバスチャン・デクラーク - ステッドマン・ガンズ - コーナル・ヘンドリックス - ヘンリー・インメルマン - マルコ・ジャンセンヴァンビューレン - デイヴィット・クリエル - ライオネル・マプー - クリス・スミット - コルネル・スミット - ハロルド・フォスター ウイング - カート＝リー・アレンセ - アフィウェ・デャンティ - ストラヴィノ・ジャコブス - カベーロ・モコエナ - カナン・モーディ - サージャル・ピーターセン フルバック - ウィリー・ルルー - シボンギール・ノヴカ - ジェームズ・ヴェリティ＝アム - デヴォン・ウィリアムズ |
| | | |
| はキャプテン。 | | |

## 歴代所属選手
- ヤコ・ファン・デル・ヴェストハイゼン
- ユースト・ファン・デル・ヴェストハイゼン
- ブライアン・ハバナ
- フーリー・デュプレア
- ヴィクター・マットフィールド
- ジャック・バーガー
- ルディ・ペイジ
- ザイン・カーシュナー
- ヤコ・エンゲルス
- ヴィンピー・ファンデルヴァルト
- ゲラード・ファンデンヒーファー
- ジャン・サーフォンテイン
- ポール・ヴィレムサ
- ジャック・ポトヒエッター
- ディバン・ルソウ
- グラント・ハッティング
- エスピー・マレー
- ピエール・スピース
- レナルド・ボスマ
- ポール・スクーマン
- ジェイソン・ジェンキンス
- ジョン・ロイ・ジェンキンソン
- ヘンカス・ファン・ヴィック
- ルイ・フーシェ
- フランソワ・ホーハート
- JJ・エンゲルブレヒト
- ポール・スクーマン
- ユルゲン・ヴィサー
- フランソワ・ブランマー
- ジェシー・クリエル
- ボンギ・ンボナンビ
- マティウス・バッソン
- ピーター・ラピース・ラブスカフニ
- コンラード・ファンフィーレン
- CJ・スタンダー
- スカルク・ブリッツ
- アドリアン・ストラウス
- マーヴィン・オリー
- ローデ・デヤハー
- ジャネス・カースティン
- ドウェイン・フェルミューレン
- クリントン・スワート
- ダーウィット・ケラーマン
- トレヴァー・ニャカニ
- ジョシュ・ストラウス
- ピエーレ・ストックマン
- バーガー・オーデンダール
- ナフィ・ツイタヴァキ
- ディラン・セイジ
- ロスコー・スペックマン
- ウォリック・ヘラント
- ウォルト・スティーンカンプ
- スカルク・エラスマス
- ルアン・コンブリンク
- マルセル・クッツェー
- ヤンコ・スワナポール
- ビスマルク・デュプレッシー
- FC・デュプレッシー
- モルネ・ステイン
- シブシソ・ンコシ